# Площі Львова
Станом на 18 грудня 2013 року у Львові налічувалося 31 площа. 
| Назва                    | Район Львова                                   | Координати                                                                   | Короткі відомості | Зображення |
| Вишиваного               | Галицький район                                | 49°49′38.05″ пн. ш. 24°2′14″ сх. д. / 49.8272361° пн. ш. 24.03722° сх. д.    | Більшу частину площі займає сквер. Названа на честь Василя Вишиваного.                                                                                            |            |
| Вічева                   | Шевченківський район                           | 49°50′42.2″ пн. ш. 24°1′53″ сх. д. / 49.845056° пн. ш. 24.03139° сх. д.      | Найменша площа у Львові та в Україні; довжина — 24 м, ширина — 21 м.                                                                                              |            |
| Галицька                 | Галицький район                                | 49°50′22″ пн. ш. 24°01′56″ сх. д. / 49.83944° пн. ш. 24.03222° сх. д.        | Один з центральних майданів міста. Має два скверики: в одному стоїть пам'ятник королю Данилу Галицькому, в іншому — фонтан «кульбаба».                            |            |
| Гасина                   | Галицький район                                | 49°50′13″ пн. ш. 24°1′28.98″ сх. д. / 49.83694° пн. ш. 24.0247167° сх. д.    | Розташована на розі вулиць Коперника і Стефаника. Площа пішохідна, зі сквериком. Названа на честь українського політичного і військового діяча Олександра Гасина. |            |
| Григоренка               | Галицький район                                | 49°50′30″ пн. ш. 24°01′21″ сх. д. / 49.84167° пн. ш. 24.02250° сх. д.        | Майдан трикутної форми, посередині — пам’ятник «Охоронцям української державності».                                                                               |            |
| Данила Галицького        | Галицький район, Шевченківський район          | 49°50′39″ пн. ш. 24°01′58″ сх. д. / 49.84417° пн. ш. 24.03278° сх. д.        | Серед площі розташований сквер, який простягається від Театру ляльок до будинку Головного управління служби надзвичайних ситуацій.                                |            |
| Двірцева                 | Залізничний район                              | 49°50′22″ пн. ш. 23°59′41″ сх. д. / 49.83944° пн. ш. 23.99472° сх. д.        | Майдан перед будинком Головного залізничного вокзалу. Тут розташована кінцева зупинка трамваїв 1, 6, 9, 10. Також є сквер і фонтан.                               |            |
| Звенигородська           | Шевченківський район                           | 49°50′42″ пн. ш. 24°1′48″ сх. д. / 49.84500° пн. ш. 24.03000° сх. д.         | Одна з найменших у Львові, розташована в найстарішій частині міста.                                                                                               |            |
| Катедральна              | Галицький район                                | 49°50′26″ пн. ш. 24°01′49″ сх. д. / 49.84056° пн. ш. 24.03028° сх. д.        | Площа утворилась на місці колишнього кладовища. Посередині площі стоїть Латинський кафедральний собор (звідси й назва площі).                                     |            |
| Князя Святослава         | Залізничний район                              |                                                                              | За радянських часів на площі існувала автостанція приміського автобусного сполучення. Тепер на її місці — автостоянка.                                            |            |
| Князя Ярослава Осмомисла | Шевченківський район                           | 49°50′41″ пн. ш. 24°1′41″ сх. д. / 49.84472° пн. ш. 24.02806° сх. д.         | Важливий транспортний вузол. До площі примикає тильний фасад Театру імені Марії Заньковецької та ринок «Добробут».                                                |            |
| Коліївщини               | Галицький район                                | 49°50′27″ пн. ш. 24°2′3″ сх. д. / 49.84083° пн. ш. 24.03417° сх. д.          | Одна з найменших у Львові, розташована в історичному центрі міста. Посеред площі — скверик.                                                                       |            |
| Кринична                 | Шевченківський район                           | 49°51′07″ пн. ш. 24°1′59″ сх. д. / 49.85194° пн. ш. 24.03306° сх. д.         | Поруч зі станцією Підзамче. Серед площі розташований невеликий сквер з фонтаном.                                                                                  |            |
| Кропивницького           | Галицький район                                | 49°50′13.46″ пн. ш. 24°0′19.5″ сх. д. / 49.8370722° пн. ш. 24.005417° сх. д. | Важливий транспортний вузол. Серед площі розташований просторий сквер, а також церква святих Ольги і Єлизавети.                                                   |            |
| Липнева                  | Франківський район                             | 49°50′4.26″ пн. ш. 24°0′8″ сх. д. / 49.8345167° пн. ш. 24.00222° сх. д.      | Розташована поруч з Привокзальним ринком. За радянської влади тут була кінцева зупинка кількох підміських автобусних маршрутів.                                   |            |
| Маланюка                 | Галицький район                                | 49°50′14″ пн. ш. 24°1′42.5″ сх. д. / 49.83722° пн. ш. 24.028472° сх. д.      | Посеред площі розташований сквер і питний фонтан. |            |
| Митна                    | Личаківський район, Галицький район (частково) | 49°50′22″ пн. ш. 24°2′10″ сх. д. / 49.83944° пн. ш. 24.03611° сх. д.         | До площі прилягають єдині вцілілі оборонні мури давнього Львова (див. також Глинянська брама). На площі розташований фонтан «Хлопчик».                            |            |
| Міцкевича                | Галицький район                                | 49°50′22″ пн. ш. 24°01′48″ сх. д. / 49.83944° пн. ш. 24.03000° сх. д.        | Одна з центральних площ міста, має трикутну форму. Серед площі — пам'ятник Адамові Міцкевичу.                                                                     |            |
| Музейна                  | Личаківський район                             | 49°50′33″ пн. ш. 24°2′1″ сх. д. / 49.84250° пн. ш. 24.03361° сх. д.          | Одна з найвідвідуваніших туристами площа. Південну частину займає сквер, що простягається до вулиці Підвальної; у сквері — пам'ятник Никифорові Дровняку.         |            |
| Петрушевича              | Личаківський район                             | 49°49′58″ пн. ш. 24°02′11″ сх. д. / 49.83278° пн. ш. 24.03639° сх. д.        | Важливий транспортний вузол. У південній частині площі розташований сквер.                                                                                        |            |
| Підкови                  | Галицький район                                | 49°50′28″ пн. ш. 24°01′44″ сх. д. / 49.84111° пн. ш. 24.02889° сх. д.        | Розташована в історичному центрі міста. Посеред площі — невеликий сквер і пам'ятник Івану Підкові.                                                                |            |
| Площа Ринок              | Галицький район                                | 49°50′30″ пн. ш. 24°01′54″ сх. д. / 49.84167° пн. ш. 24.03167° сх. д.        | Розташова в Історичному центрі Львова. Головна візитка міста і його найвідвідуваніший майдан.                                                                     |            |
| Різні                    | Шевченківський район                           | 49°50′42.8″ пн. ш. 24°1′36″ сх. д. / 49.845222° пн. ш. 24.02667° сх. д.      | Важливий транспортний вузол і кінцева зупинка кількох радіальних автобусних маршрутів міста. Є два сквери.                                                        |            |
| Святого Теодора          | Шевченківський район                           | 49°50′48.80″ пн. ш. 24°1′36″ сх. д. / 49.8468889° пн. ш. 24.02667° сх. д.    | Посеред площі є сквер. До 1980-х рр. на ній були кінцеві зупинки кількох міських та підміських автобусних маршрутів.                                              |            |
| Святого Юра              | Галицький район                                | 49°50′14″ пн. ш. 24°00′49″ сх. д. / 49.83722° пн. ш. 24.01361° сх. д.        | Важливий транспортний вузол. Більшу частину площі займає великий сквер.                                                                                           |            |
| 700-річчя Львова         | Шевченківський район                           | 49°50′59.70″ пн. ш. 24°1′29″ сх. д. / 49.8499167° пн. ш. 24.02472° сх. д.    | Важлива транспортна розв'язка. Є два сквери (один з них був знищений на початку 2013 року).                                                                       |            |
| Соборна                  | Галицький район                                | 49°50′21″ пн. ш. 24°2′2″ сх. д. / 49.83917° пн. ш. 24.03389° сх. д.          | Важливий транспортний вузол, тут розташована кінцева зупинка трамвая № 3. Є два сквери, один з яких, за назвою Бернарденгарден, простягається до вулиці Валової.  |            |
| Старий Ринок             | Шевченківський район                           | 49°50′46″ пн. ш. 24°01′47″ сх. д. / 49.84611° пн. ш. 24.02972° сх. д.        | Один з найдавніших майданів міста. Посередині розташований сквер, на місці якого до Другої світової війни стояла єврейська синагога — Темпль.                     |            |
| Франка                   | Галицький район                                | 49°49′48″ пн. ш. 24°1′53″ сх. д. / 49.83000° пн. ш. 24.03139° сх. д.         | Площа трикутної форми, посередині — сквер. Важливий транспортний вузол. Місцева назва — пляц Пруса.                                                               |            |
| Шашкевича                | Галицький район                                | 49°50′5.5″ пн. ш. 24°1′8″ сх. д. / 49.834861° пн. ш. 24.01889° сх. д.        | Посеред площі — сквер з пам'ятником жертвам комуністичних злочинів.                                                                                               |            |
| Ангелів                  | Галицький район                                | 49°50′30″ пн. ш. 24°1′46.4″ сх. д. / 49.84167° пн. ш. 24.029556° сх. д.      | Одна з найменших у Львові. |            |